# Sorbus barabitsii
Sorbus barabitsii är en rosväxtart som beskrevs av C.Németh. Sorbus barabitsii ingår i släktet oxlar, och familjen rosväxter. Inga underarter finns listade i Catalogue of Life.